# محمود وضحة المنيني

{
من موقع البابطين الكويتي لمعجم شعراء اللغة العربية
محمود وضحة المنيني (1309 - 1390 هـ) / (1891 - 1970م)
ولد في دمشق، وفيها توفي. عاش في سورية. تلقى علومه الابتدائية في المدرسة الحصنية الوطنية، ثم تعلّم صناعة تركيب الصدف والفضة وتلبيسهما على الخزائن والمقاعد الخشبية والصناديق، لكنه ترك هذه الصنعة ليتفرغ للعلم، وأصبح مؤذنًا في الجامع الأموي وانضم إلى جماعة نوبة الشيخ أنيس فترة طويلة، وأخذ الطريقة الرشيدية عن موسى الصومالي، وكان ممن تلقى على أيديهم - أيضًا - علي الدقر، ومحمد كامل القصاب، كما لازم بدر الدين الحسني.
عمل مدرسًا، كما أدار المدرسة الحصنية الوطنية مدة خمسين سنة، إلى جانب رئاسته مجلس الذكر للطريقة الرشيدية الأحمدية، وكان قد تولى الخطابة في جامع يلبغا، وجامع الغواص بالميدان. وأمَّ الناس في جامع الموصلي قرب منزله بمنطقة الميدان (1940 - 1970). اشتهر بجمال صوته في ترتيل القرآن الكريم، وإنشاد القصائد والموشحات، فهو العالم والخطيب والصوفي والشاعر والموسيقى.

## الإنتاج الشعري
أورد له كتاب أعلام دمشق في القرن الرابع عشر الهجري عددًا من القصائد والنماذج الشعرية، وله نماذج شعرية ضمن كتاب: «تاريخ علماء دمشق في القرن الرابع عشر الهجري»، وله ديوان عنوانه: نغمات القبول (مخطوط).

## الأعمال الأخرى
له كتاب: «الروض الزاهر في الأدب والشعر والنوادر» - (مخطوط) إلى جانب عدد من الخطب، والمعارضات الغنائية.
أوقف جل شعره على مديح النبي صلى الله عليه وسلم في مناسبات: ميلاده، وهجرته، وإسرائه، والعروج به، وما إلى ذلك مما مر به () من أحداث، ومذكرًا بما أحرزه من صفات، وبما كان له من كرامات، وله شعر في الدعوة إلى نصرة الدين، واستنهاض قادة الأمة من أجل الذود عن الدين، وحماية المقدسات. كتب التأريخ الشعري. تتسم لغته باليسر، مع ميلها إلى المباشرة، وخياله نشيط.